# Alain Dodier
Alain Dodier, född i Dunkerque den 2 maj 1955, är en fransk serieskapare.
I mitten av 1970-talet inledde Dodier sin karriär med att teckna seriefanzin, och så småningom humorserier för Tintin och Spirou. I början av 1980-talet inledde han ett samarbete med serieförfattaren Pierre Makyo, vilket framför allt ledde till detektivserien Jerome K. Bloche - vilken han snart tog över även manusförfattandet på - och humorserien Gully.

## Serier (i urval)
- Jerome K. Bloche (22 album, påbörjad 1985, pågår fortfarande)
- Gully (6 album, påbörjad 1985, pågår fortfarande)